# Enrjakudži
Enrjakudži (japonsky 延暦寺) je klášter buddhistické sekty Tendai na hoře Hiei v Ócu nad Kjótem v Japonsku. Byl založen v roce 788 mnichem Saičóem (767–822), známým také jako Dengjó Daiši, který do Japonska přivezl učení sekty Tendai z Číny. Enrjakudži je ústředím sekty Tendai a jedním z nejvýznamnějších klášterů v japonských dějinách. Buddhismus tu studovali pozdější zakladatelé sekty Čisté země (Hónen), Pravé sekty Čisté země (Šinran), zenových sekt Rinzai (Eisai) a Sótó (Dógen) a sekty Hokke (Ničiren).
Od roku 1994 je klášter spolu s několika dalšími památkami v Kjótu zapsán na Seznam světového dědictví UNESCO pod názvem „Památky na starobylé Kjóto“.

## Historie
Podporován císařem Kammuem vysvětil buddhistický mnich Saičó v roce 807 sto žáků. Jeho mniši udržovali na hoře Hiei přísnou kázeň a dvanáct let žili v ústraní a věnovali se studiu a meditaci. Po uplynutí této doby byli nejlepší studenti ponecháni v klášteře, zatímco ostatní nastoupili do funkcí ve státní správě. Na vrcholu své moci klášter tvořil obrovský komplex až 3000 různých svatyní a budov a patřila k němu rovněž početná armáda válčících mnichů neboli sóhei (僧兵). 
V 10. století vypukly mezi mnichy Enninovy a Enčinovy linie (Sanmon a Džimon) spory o nástupnictví, které vyústily ve vytvoření dvou proti sobě stojících center školy Tendai v chrámu  Enrjakudži a v sesterském chrámu Miidera na úpatí hory Hiei ve městě Ócu v prefektuře Šiga.. K urovnání sporů mezi nimi byli využíváni válčící mniši. Vůdci sekty Tendai začali najímat armády žoldnéřů, které zastrašovaly soupeře, a dokonce pochodovaly na hlavní město, aby prosadily mnišské požadavky.
V roce 1336 se sesazený císař Go-Daigo odmítl smířit s obsazením Kjóta a uprchl do chrámu Enrjakudži.
Roku 1571 klášter oblehl daimjó Nobunaga Oda v rámci svého tažení za sjednocení země (a s ním souvisejícím odstraněním všech případných rivalů) a v bitvě, která se strhla 30. září, jeho vojsko klášter vypálilo a mnichy pobilo. Současná podoba kláštera Enrjakudži je výsledkem rekonstrukce, která probíhala koncem 16. a v 1. polovině 17. století. Řádění Odova vojska přestála pouze jedna menší stavba, Lapisová síň Ruridó (るり堂), jež pochází z 13. století. Ve 20. století musela být dvakrát opravována kvůli pádu stromů v nepříznivému počasí. Při rekonstrukci kláštera sem byly některé stavby přeneseny z jiných chrámů, zejména ze sesterského chrámu Miidera (三井寺) na úpatí hory Hiei. Proto jsou některé budovy starší než by měly podle doby rekonstrukce být. 
Dnes je většina staveb v klášteře seskupena do tří oblastí: Tótó (東塔 ─ Východní pagoda), Saitó (西塔 ─ Západní pagoda) a Jokokawa (横川). Nejvýznamnější budovy kláštera jsou soustředěny v oblasti Tótó. Oblast Saitó je od Tótó vzdálena asi 20 minut chůze a nachází se zde rovněž několik významných budov. Oblast Jokokawa je izolovanější a méně navštěvovaná, vzdálená od Saitó asi hodinu chůze.

## Galerie

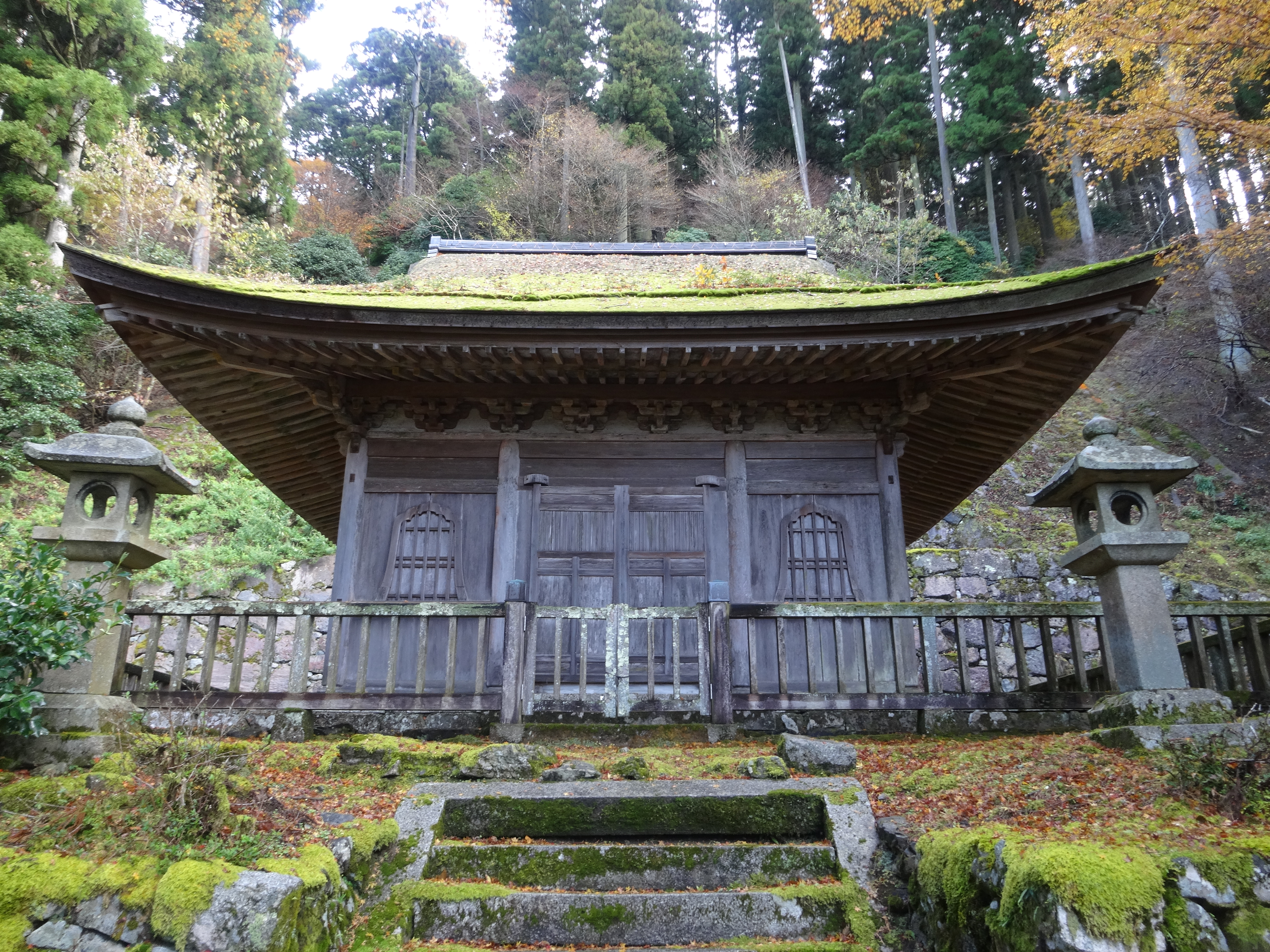
Lapisová síň Ruridó (るり堂)
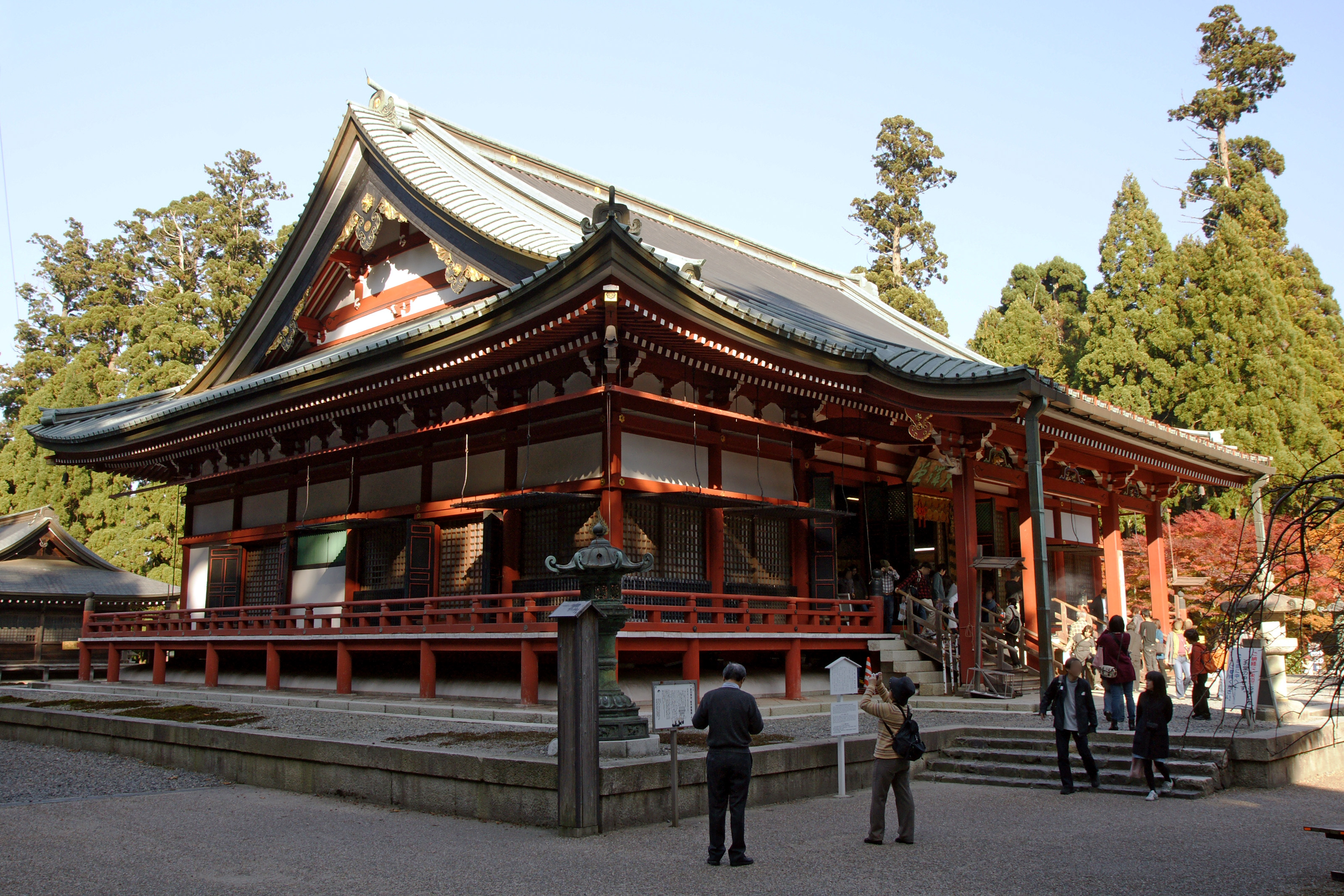
Velká studijní síň Daikódó (大講堂)
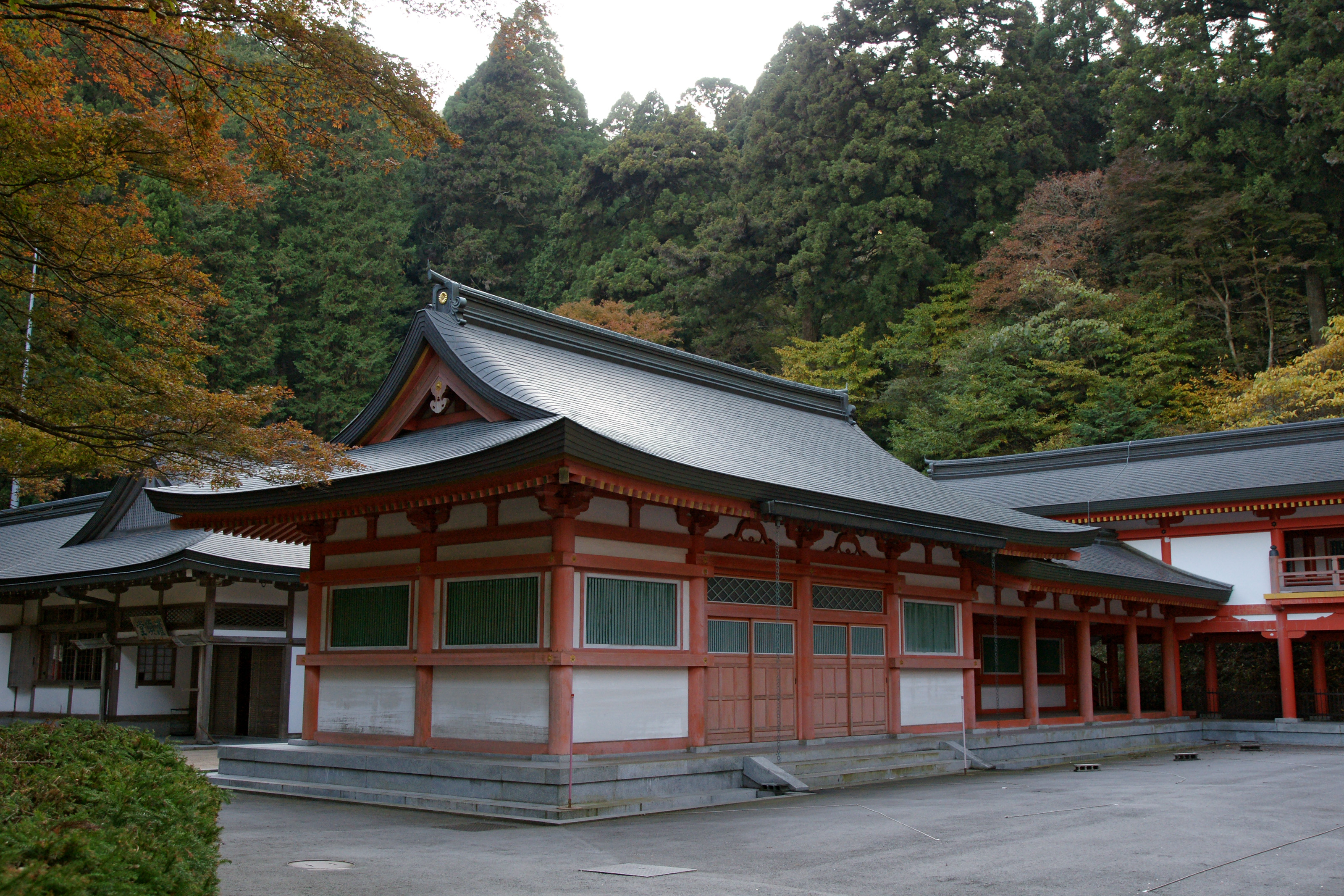
Síň Kandžódó (灌頂堂)
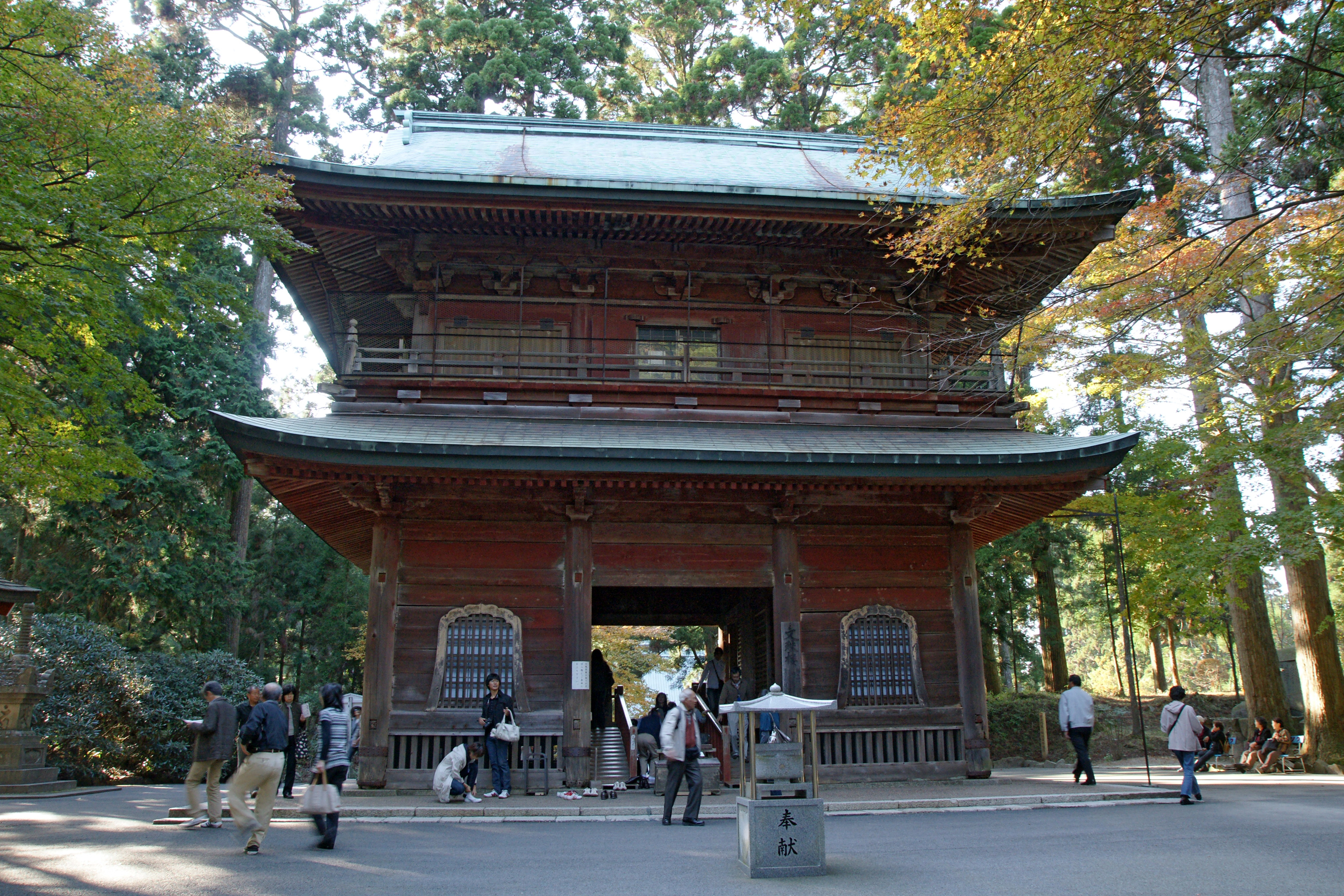
Brána Mondžuró (文殊楼)
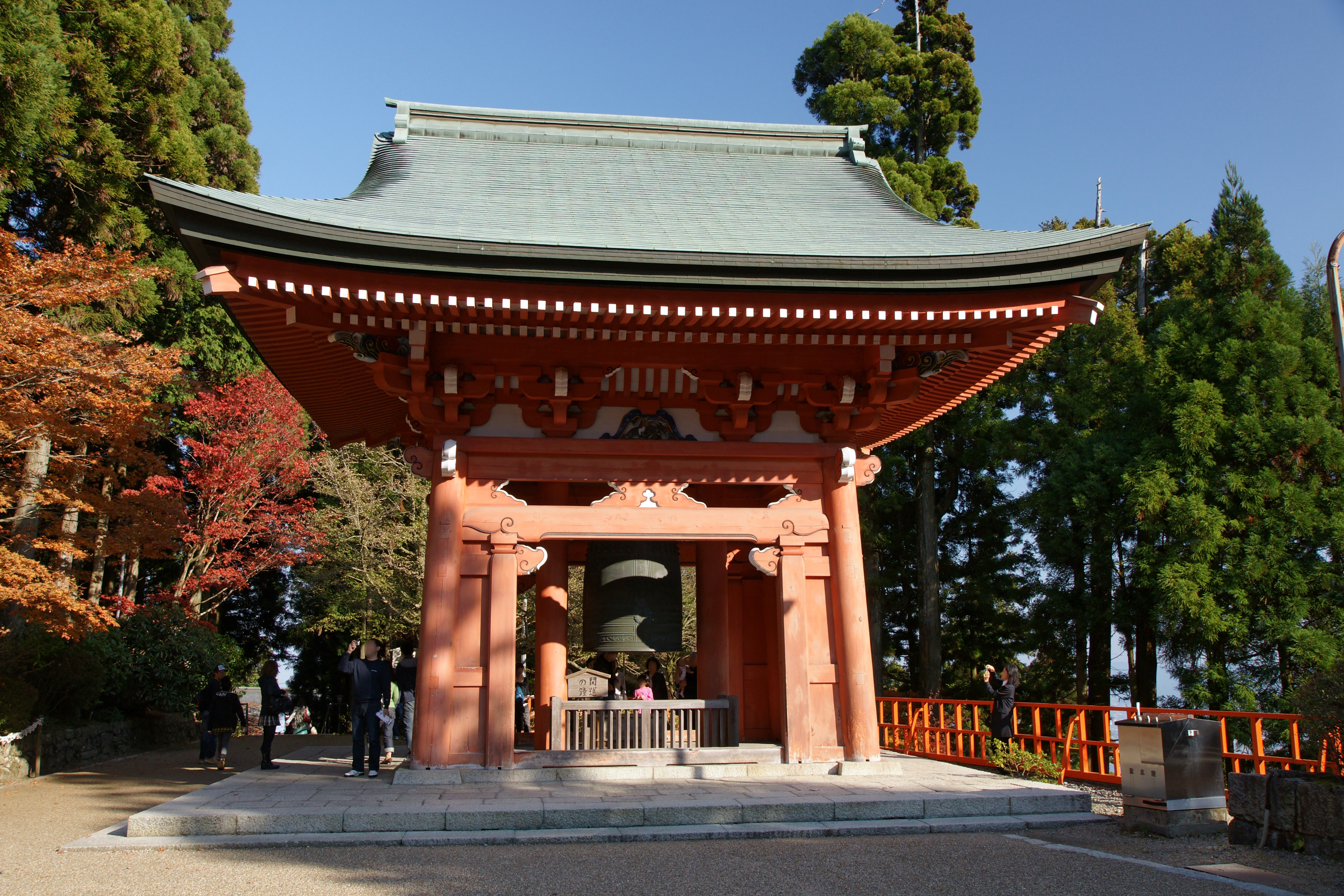
Zvonice Šóró (鐘楼)
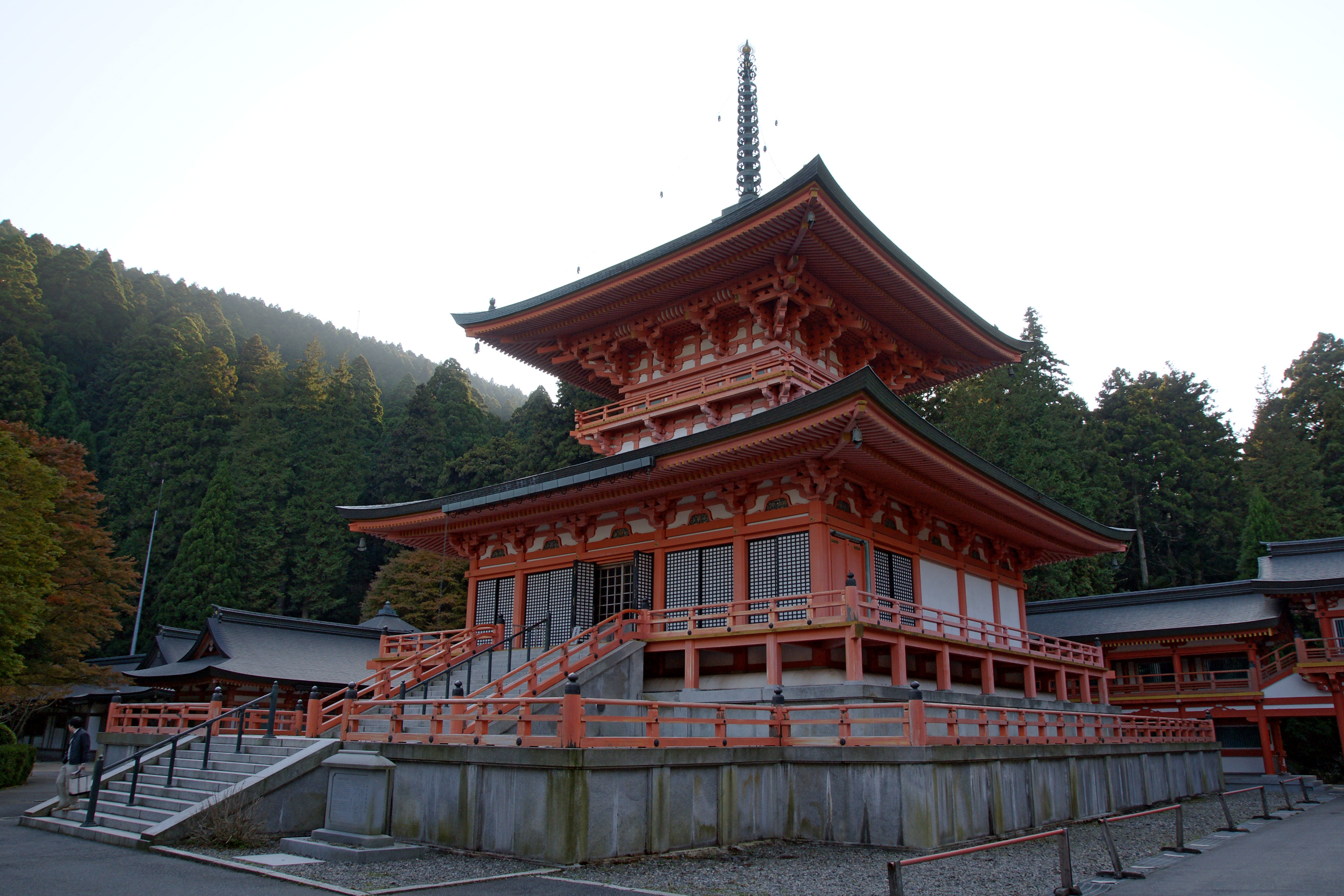
Východní pagoda Tótó (東塔)
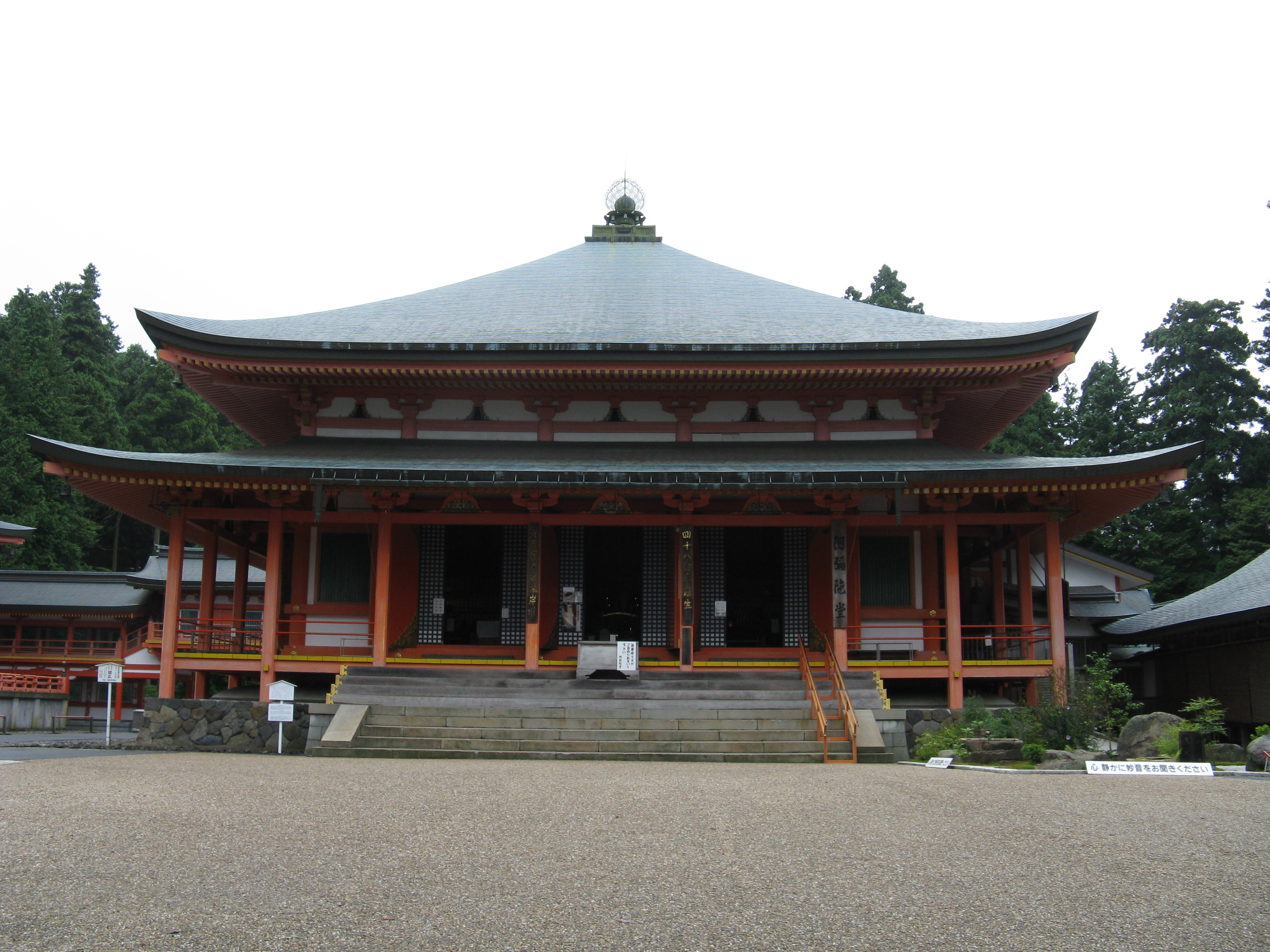
Amidova síň Amidadó (阿弥陀堂)
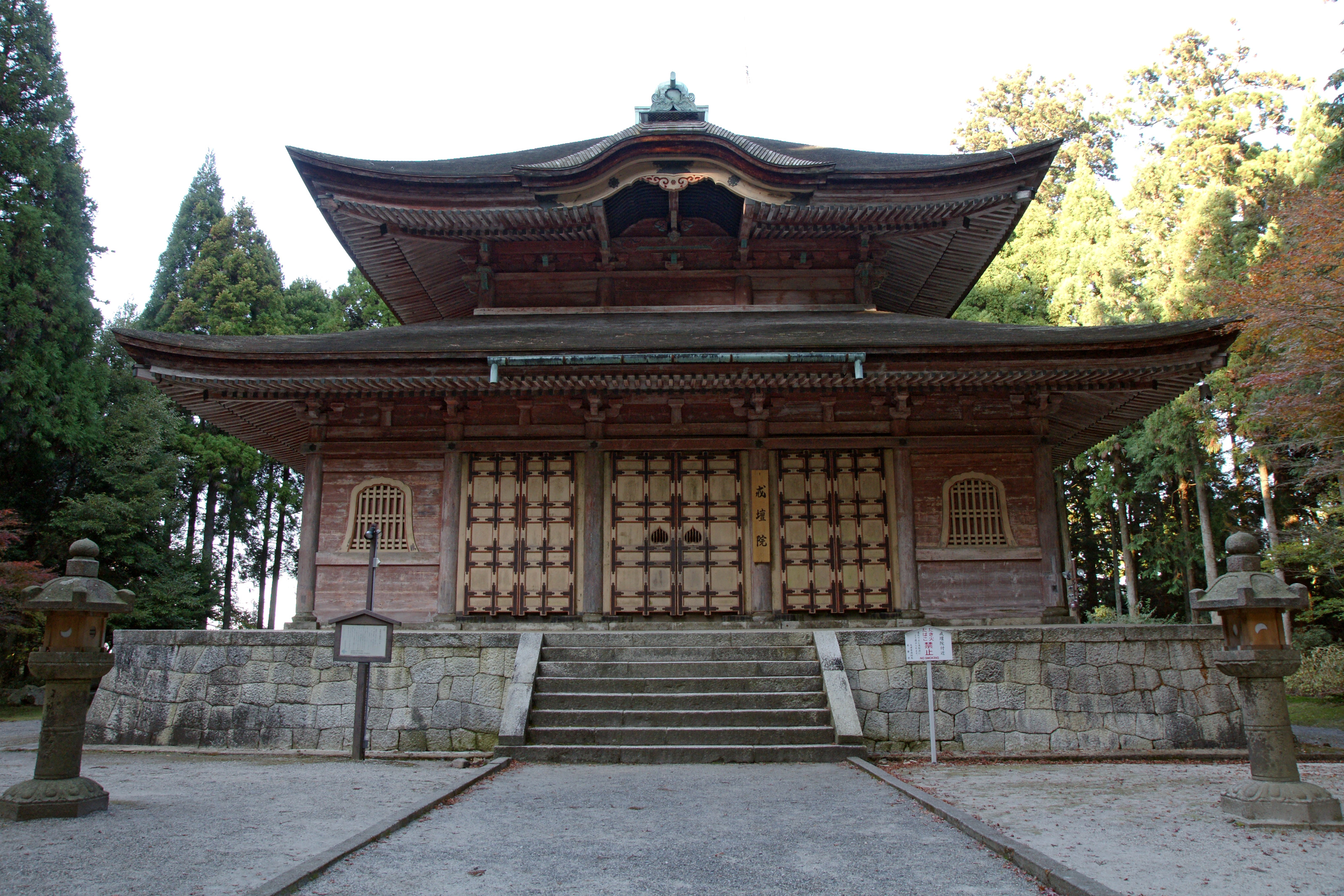
Ordinační síň Kaidan'in (戒壇院)
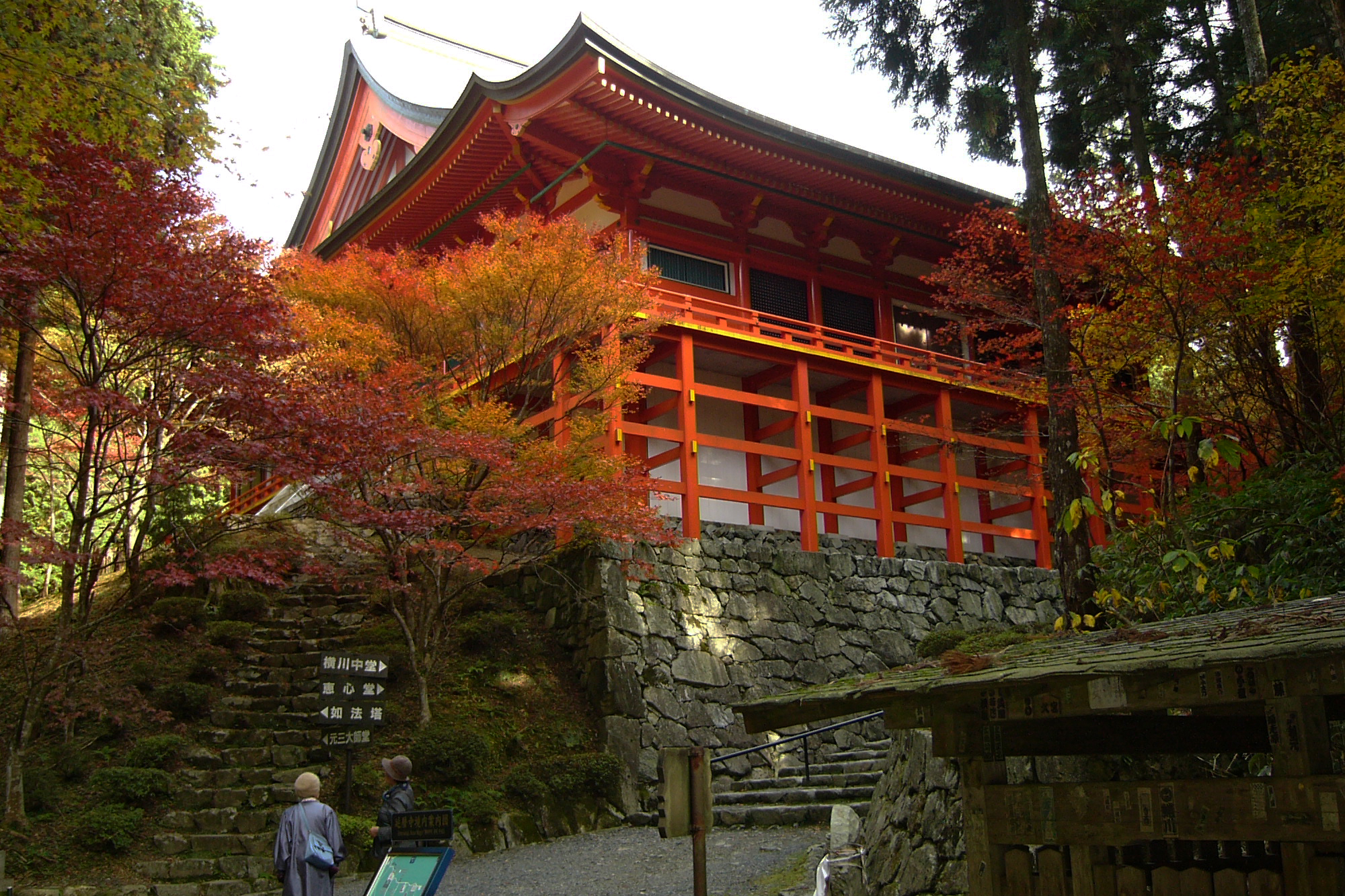
Hlavní síň Jokokawa čúdó (横川中堂)